# Adenodictyna
Adenodictyna kudoae es una especie de araña araneomorfa de la familia Dictynidae. Es la única especie del género monotípico Adenodictyna.  

## Distribución
Es originaria de Amami Oshima en las Islas Ryūkyū de Japón.